# Tramway de Cracovie
Le tramway de Cracovie dessert la ville de Cracovie grâce à 27 lignes - 22 régulières (1-14, 16, 18-24), deux rapides (50, 52) et trois de nuit (62, 64, 69). Exploité par MPK Kraków, le réseau existe depuis 1882.

## Exploitation

### Matériel roulant
| Image | Modèle                     | Années de production                   | Nombre |
| ----- | -------------------------- | -------------------------------------- | ------ |
|       | Konstal 105Na              | 1979 - 1992                            | 194    |
|       | MAN GT6                    | 1994 (achetés d'occasion à Nuremberg)  | 14     |
|       | E1                         | 2004 (achetés d'occasion à Vienne)     | 67     |
|       | Bombardier Flexity Classic | 2000 / 2003 / 2007 - 2008              | 50     |
|       | MAN N8S-NF                 | 2006 (achetés d'occasion à Nuremberg)  | 9      |
|       | Düwag GT8S                 | 2009 (achetés d'occasion à Düsseldorf) | 28     |
|       | EU8N                       | 2010                                   | 25     |
|       | Protram 405N-Kr            | 2012                                   | 1      |
|       | Bombardier NGT8            | 2012 / 2013                            | 24     |
|       | Newag Nevelo (type 126N)   | 2013                                   | 1      |

En 2013, le réseau teste une rame du constructeur polonais Newag, sur la ligne 8 du réseau de juin à septembre, mais n'envisage pas pour autant d'en acquérir.
Fin 2013, l'opérateur commande 36 rames Twist de 42,8 m au constructeur PESA pour un coût de 358 millions de złoty. Les premières mises en service se font en août 2015.
Une commande est passée auprès de Stadler en 2018, avec un dérivé de son modèle Stadler Tango. D'abord pour 35 rames dénommées Lajkonik, une option de 15 rames est levée en 2019. Le réseau passe par la suite une commande de 60 rames Lajknonik II avec une fin de livraison prévue en 2023. En parallèle, le réseau continue à acquérir des rames d'occasions de Vienne (U6) et de Dusseldorf (GT8SU).